# سونيا كورتيس
سونيا كورتيس (بالإنجليزية: Sonya Cortés)‏ هي عارضة ومغنية أمريكية، ولدت في 17 فبراير 1960 في بورتوريكو في الولايات المتحدة.